# Puente de raíces vivas
Un puente de raíces vivas es un tipo de puente de suspensión simple formado por raíces de plantas vivas mediante un proceso de modelado arbóreo. Son comunes en la parte sur del estado de Meghalaya, en el Noreste de India. Están hechos a mano, aprovechando las raíces aéreas de las higueras del caucho (Ficus elastica), siendo una técnica tradicional de los pueblos khasi y jaintia que habitan el terreno montañoso de la parte sur de la meseta de Shillong. La mayoría de estos puentes se localizan en laderas empinadas ocupadas por el bosque latifoliado húmedo subtropical, entre los 50 m y los 1150 m de altura sobre el nivel del mar.
Mientras el árbol del que se forma permanezca sano, las raíces del puente crecen naturalmente y se fortalecen. Pueden crecer nuevas raíces en la vida del árbol y deben podarse o manipularse para reforzar el puente. Sin un cuidado activo, muchos puentes se deterioran o se asilvestran, volviéndose inutilizables.
También se conoce la existencia de puentes de raíces vivas en el estado indio de Nagaland, y se han creado puentes de raíces vivientes en Indonesia, en Jembatan akar (isla de Sumatra), y en la provincia de Bantén (isla de Java), por los baduy.

## Métodos de creación

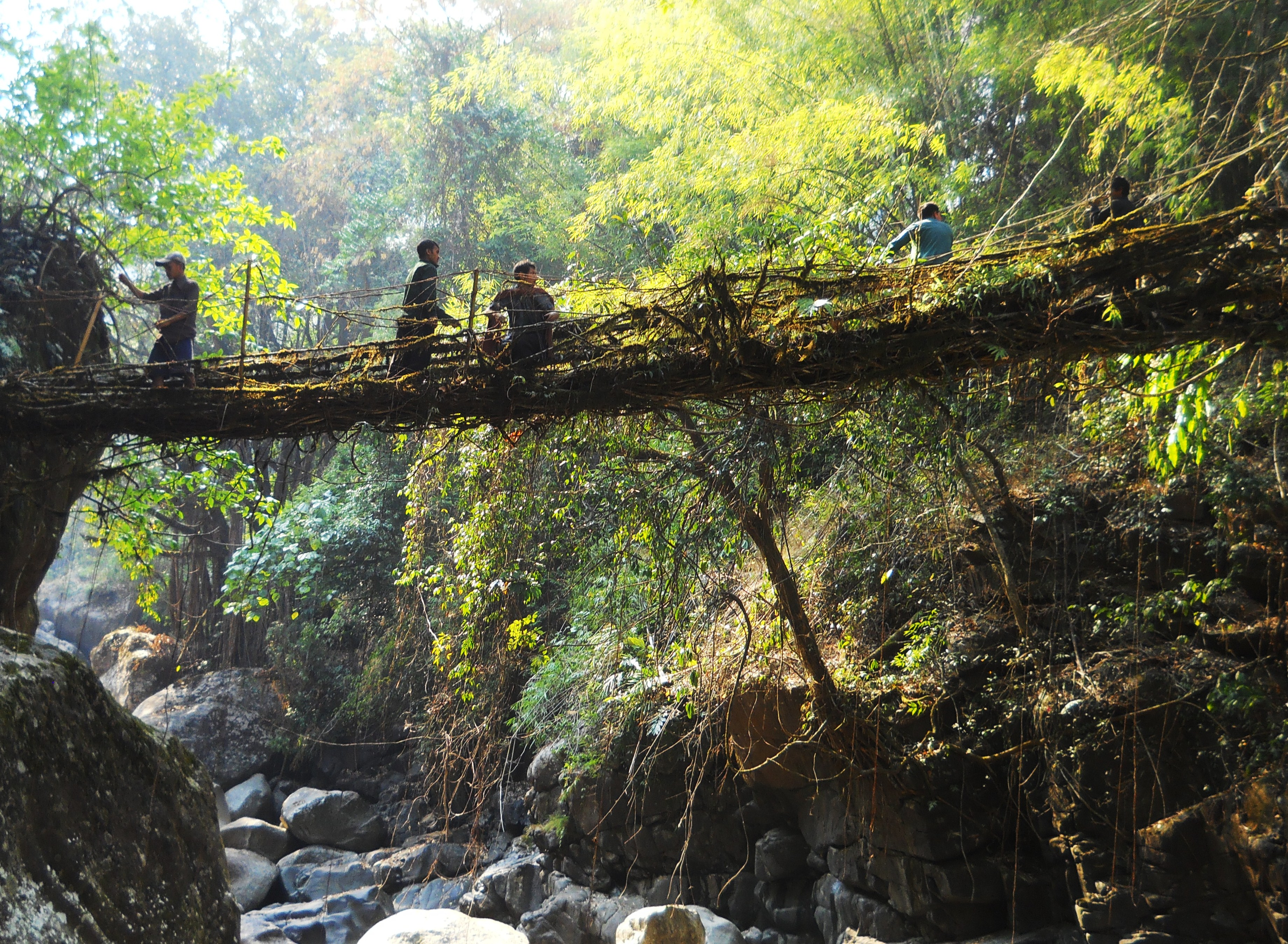
Un puente de raíces vivas cerca de la aldea de Kongthong en reparación. El War Khasis local en la foto está usando las raíces aéreas jóvenes y flexibles de una higuera con el fin de crear una nueva barandilla para el puente

Un puente de raíces vivas se forma guiando las raíces flexibles del árbol Ficus elastica a través de un arroyo o río, y luego permitiendo que las raíces crezcan y se fortalezcan con el paso del tiempo hasta que puedan soportar el peso de un ser humano. Las raíces jóvenes a veces se atan o retuercen juntas, y a menudo se combinan entre sí a través del proceso denominado inosculación. Como el árbol Ficus elastica es muy adecuado para anclarse en pendientes pronunciadas y superficies rocosas, no es difícil hacer que sus raíces se arraiguen en los lados opuestos de las riberas de los ríos.
Al estar formados por organismos vivos y en crecimiento, la vida útil de estos puentes es variable. Se cree que, en condiciones ideales, pueden durar muchos cientos de años. Mientras que el árbol permanezca sano, el puente se renovará y fortalecerá de forma natural a medida que las raíces que lo componen se hagan más gruesas.
Un puente raíz se puede hacer de varias formas:
Manualmente

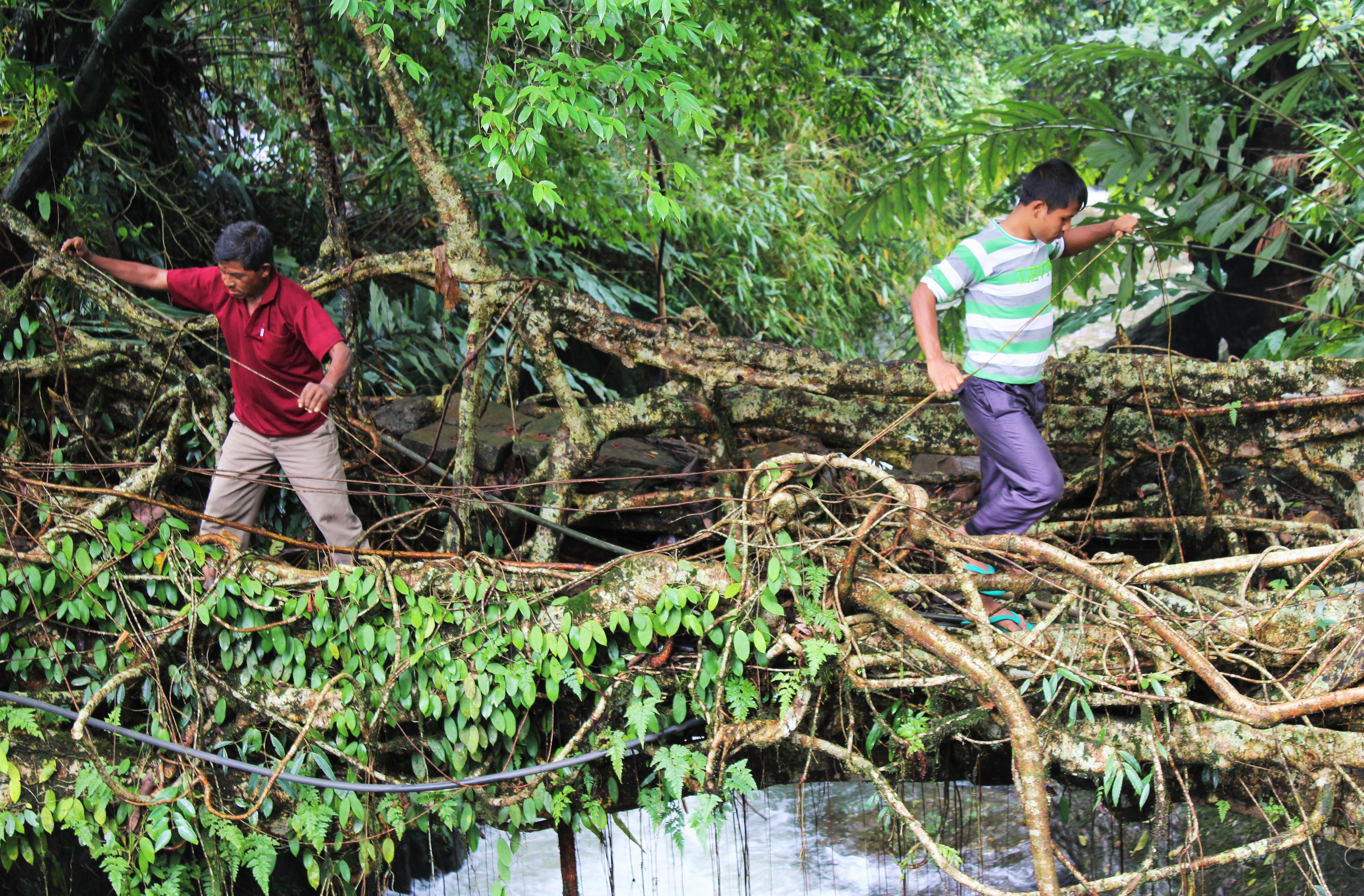
Un puente raíz en Burma Village, East Khasi Hills, que se está desarrollando sin la ayuda de un andamio

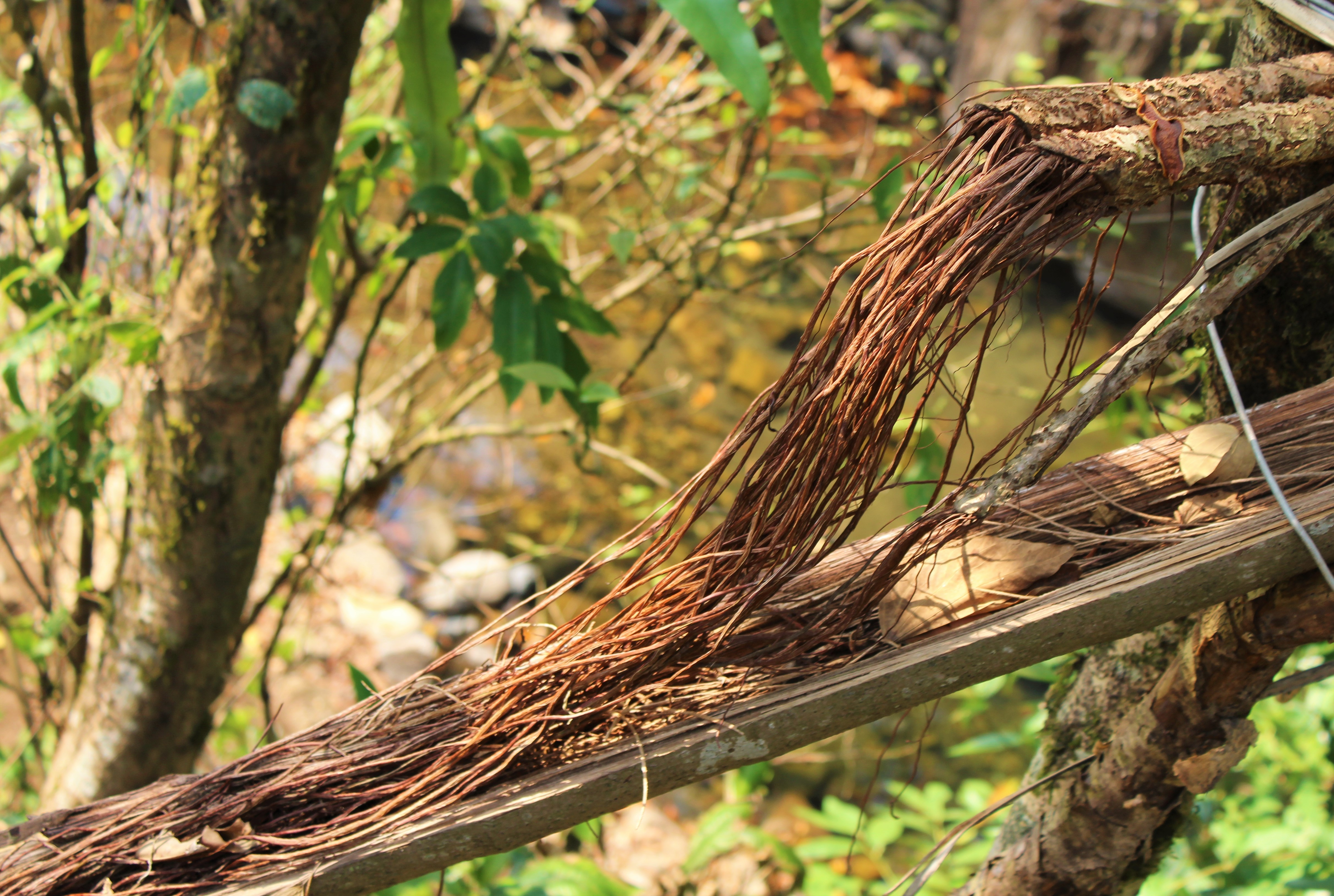
Aquí, se está desarrollando un puente de raíz viva de Ficus elastica que se guían a lo largo de un tronco de palmera Areca partido por la mitad

Algunos puentes de raíces vivientes se crean colocando las raíces del árbol Ficus elastica manualmente, sin la ayuda de un andamio o de cualquier otro material natural o artificial.
A menudo, los lugareños que utilizan los puentes de raíces les hacen pequeñas modificaciones, manipulando raíces jóvenes a medida que se presenta la oportunidad. Debido a esto, se puede decir que su desarrollo es en gran medida un esfuerzo social, y que las estructuras son trabajos en progreso constante.
Con andamios de madera o bambú

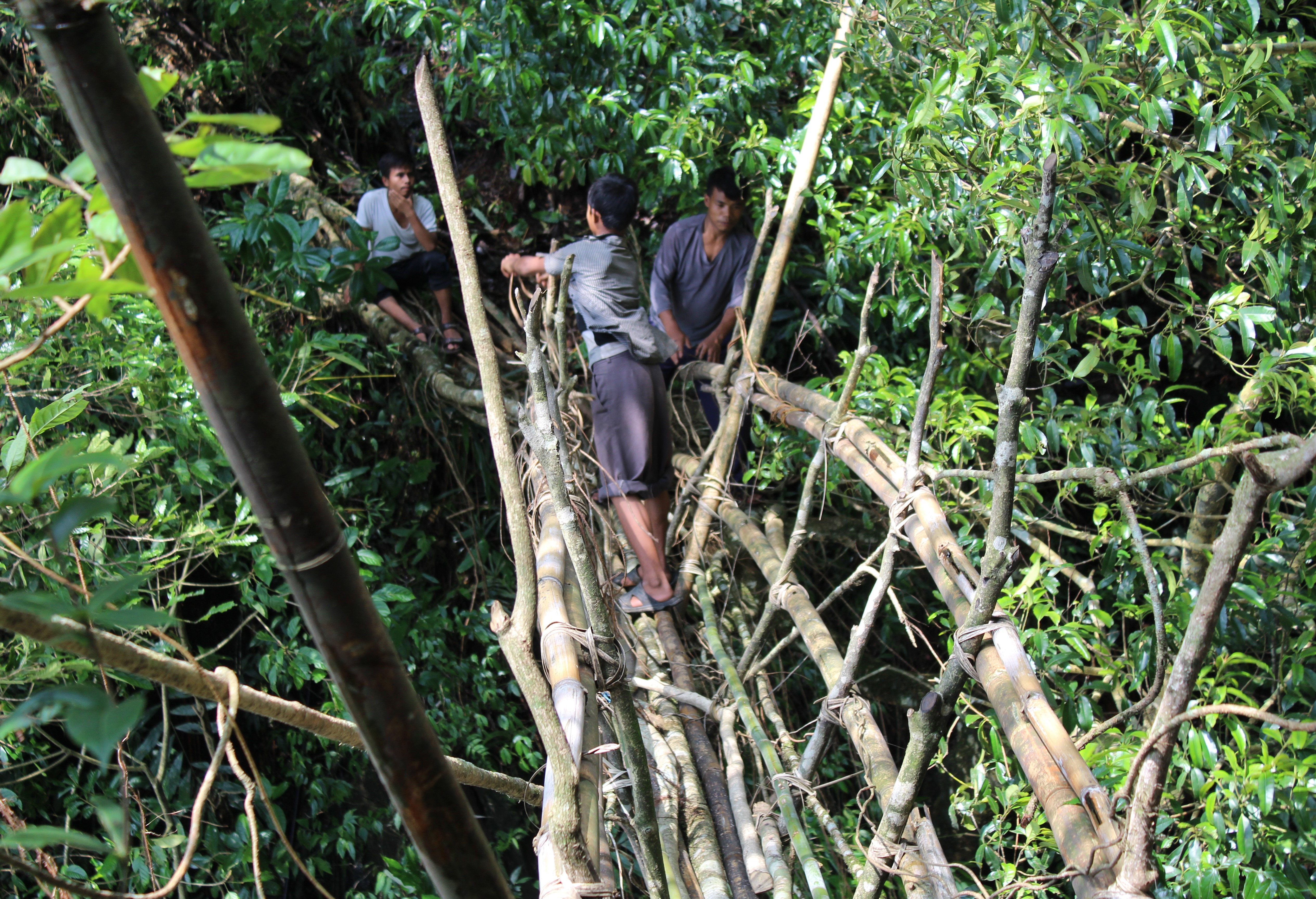
Un puente de raíces que se cultiva con un andamio de madera y bambú. Rangthylliang, East Khasi Hills

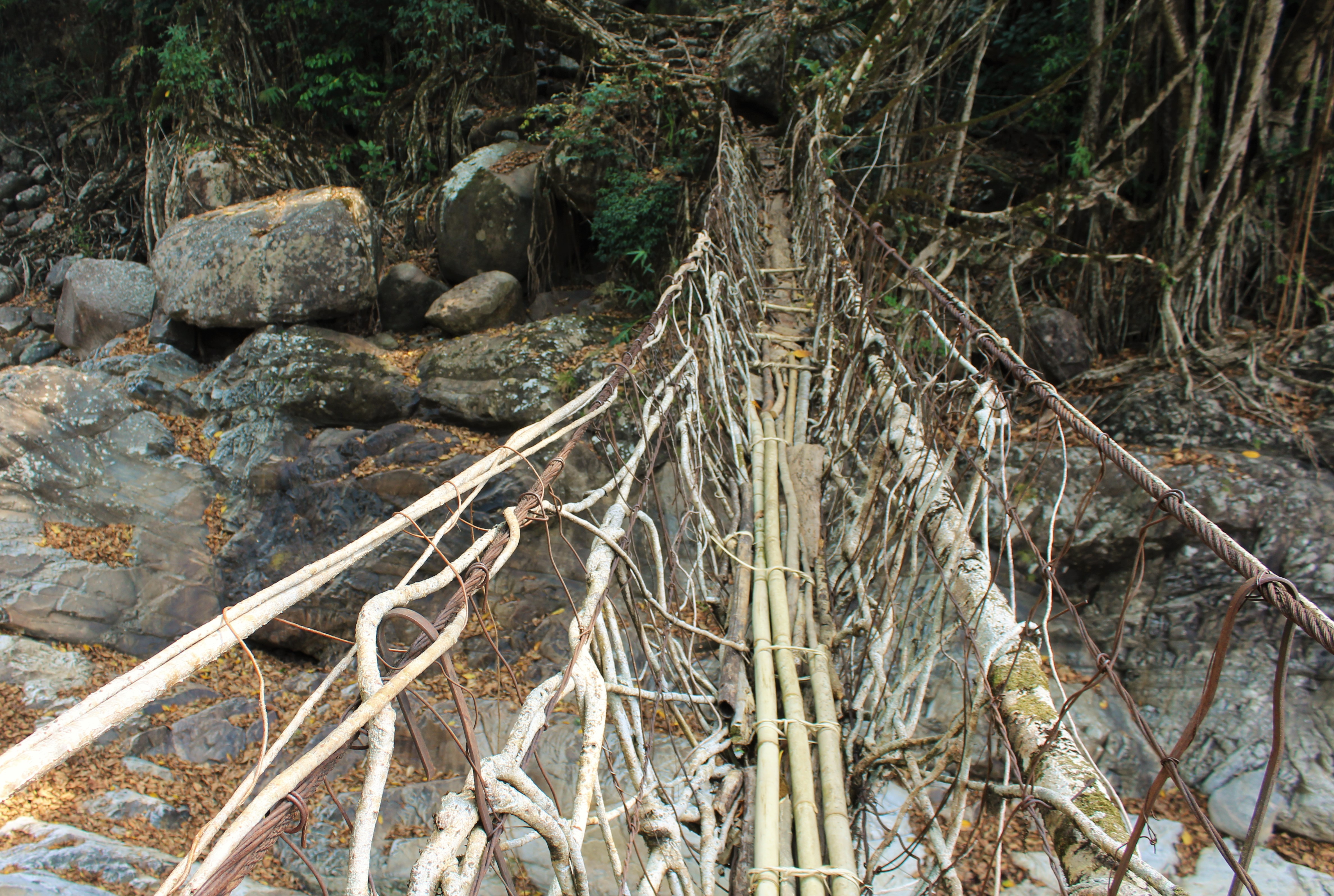
Aquí, las raíces de Ficus elastica se colocaron a lo largo de un puente de acero preexistente, con la esperanza de que finalmente, a medida que los elementos de acero fallen, poder disponer de un puente de raíces vivas utilizable

Los puentes de raíces también se forman comúnmente disponiendo raíces jóvenes de Ficus elastica sobre andamios hechos de madera o bambú, materiales que abundan en el noreste de la India. En estos casos, las raíces se envuelven alrededor del exterior del material perecedero. Los andamios pueden reemplazarse muchas veces a lo largo de los años, a medida que el puente se vuelve más fuerte.
Con troncos de palma Areca
Algunos puentes de raíces vivas se cultivan haciendo pasar raíces jóvenes de Ficus elastica a través de los troncos ahuecados de las palmas de nuez de Areca, que se colocan cruzando ríos y arroyos hasta que las raíces de los higueras se adhieren al otro lado. Los troncos sirven para guiar las raíces, protegerlas y proporcionarles nutrientes a medida que se descomponen. También se utilizan palos, piedras y otros objetos para estabilizar el puente en crecimiento. Este proceso puede tardar hasta 15 años en completarse. Cerca del pueblo turístico de Nongriat se muestran las técnicas tradicionales y cómo se trabajan las raíces para formar puentes.
Sobre estructuras convencionales
Los puentes de raíces también se pueden generar guiando las raíces jóvenes de los árboles Ficus elastica a través de estructuras convencionales, como los puentes suspendidos de alambre de acero ya existentes. Dado que la estructura que se utiliza como andamio ya es funcional, aquí se evita esencialmente el problema del tiempo que tarda un puente raíces vivas en poderse utilizar; la estructura convencional puede seguir funcionando hasta que el puente de raíces sea lo suficientemente fuerte.

## Ubicaciones
Se sabe que existen puentes de raíces vivas en el distrito de West Jaintia Hills y en el distrito de East Khasi Hills. En las colinas de Jaintia, se pueden encontrar ejemplos de puentes de raíces vivas en los pueblos de Shnongpdeng, Nongbareh, Khonglah, Padu, Kudeng Thymmai y Kudeng Rim y sus alrededores. En las colinas de Khasi del este, se sabe que existen puentes de raíces vivientes cerca de Cherrapunji, ahora llamado Sohra, y en los alrededores de las aldeas de Tynrong, Mynteng, Nongriat, Nongthymmai y cerca de  Laitkynsew.
Al este de Sohra (Cherrapunjee), existen ejemplos de puentes de raíces vivientes en la región de Khatarshnong, en los pueblos de Nongpriang, Sohkynduh, Rymmai, Mawshuit y Kongthong y sus alrededores. Así mismo, se pueden encontrar muchos más cerca de Pynursla y alrededor del pueblo de Mawlynnong.

## Historia
Los miembros del pueblo khasi desconocen cuándo ni cómo comenzó la tradición de los puentes de raíces vivientes. Los primeros registros escritos sobre los puentes de raíces vivas de Sohra (Cherrapunji) datan del siglo XIX, y se deben al teniente Henry Yule, quien expresó su asombro ante estas estructuras en el Jornal de la Sociedad Asiática de Calcuta en 1844.

## Ejemplos

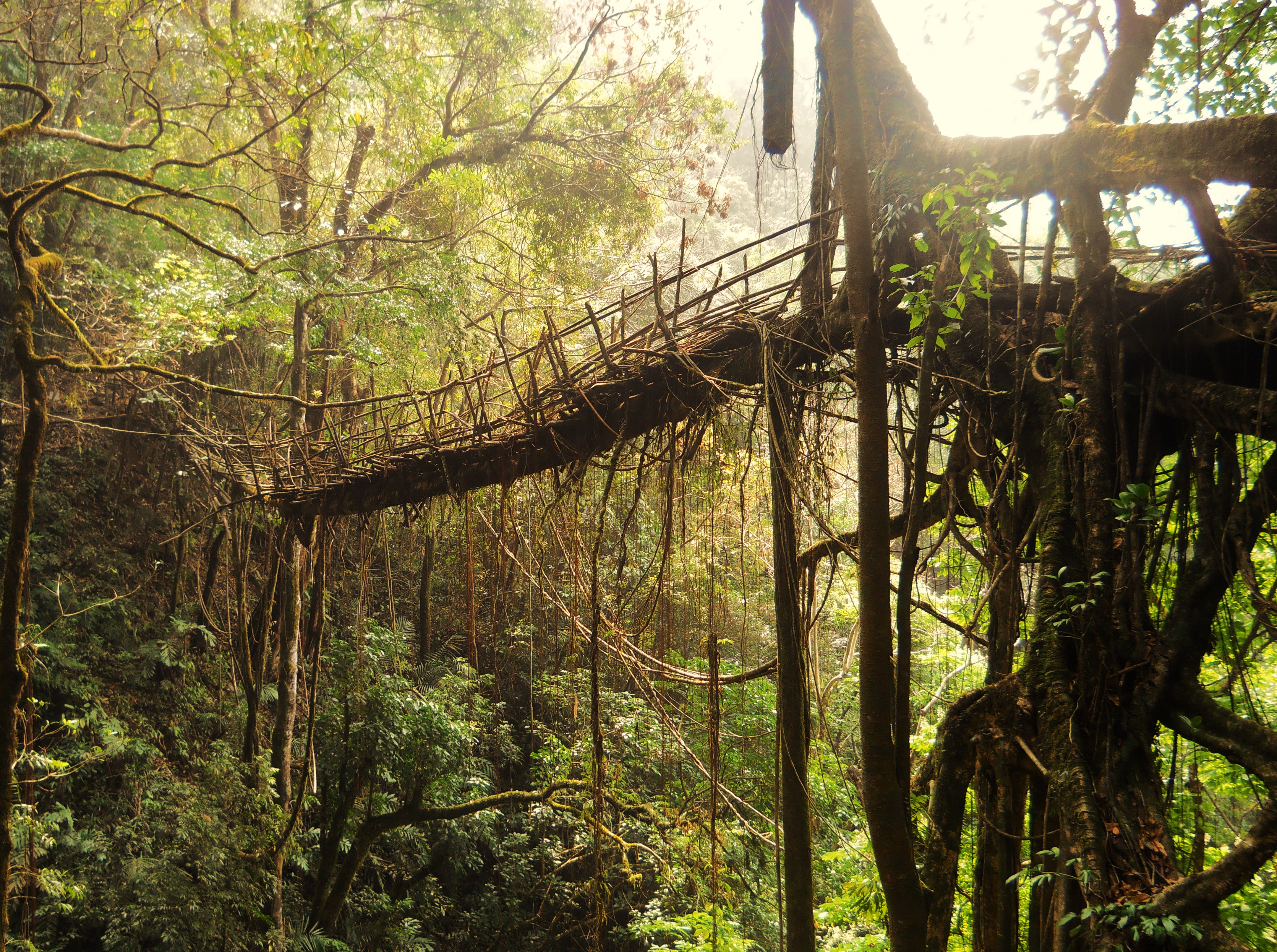
Este puente de raíces vivas es el ejemplo más largo conocido

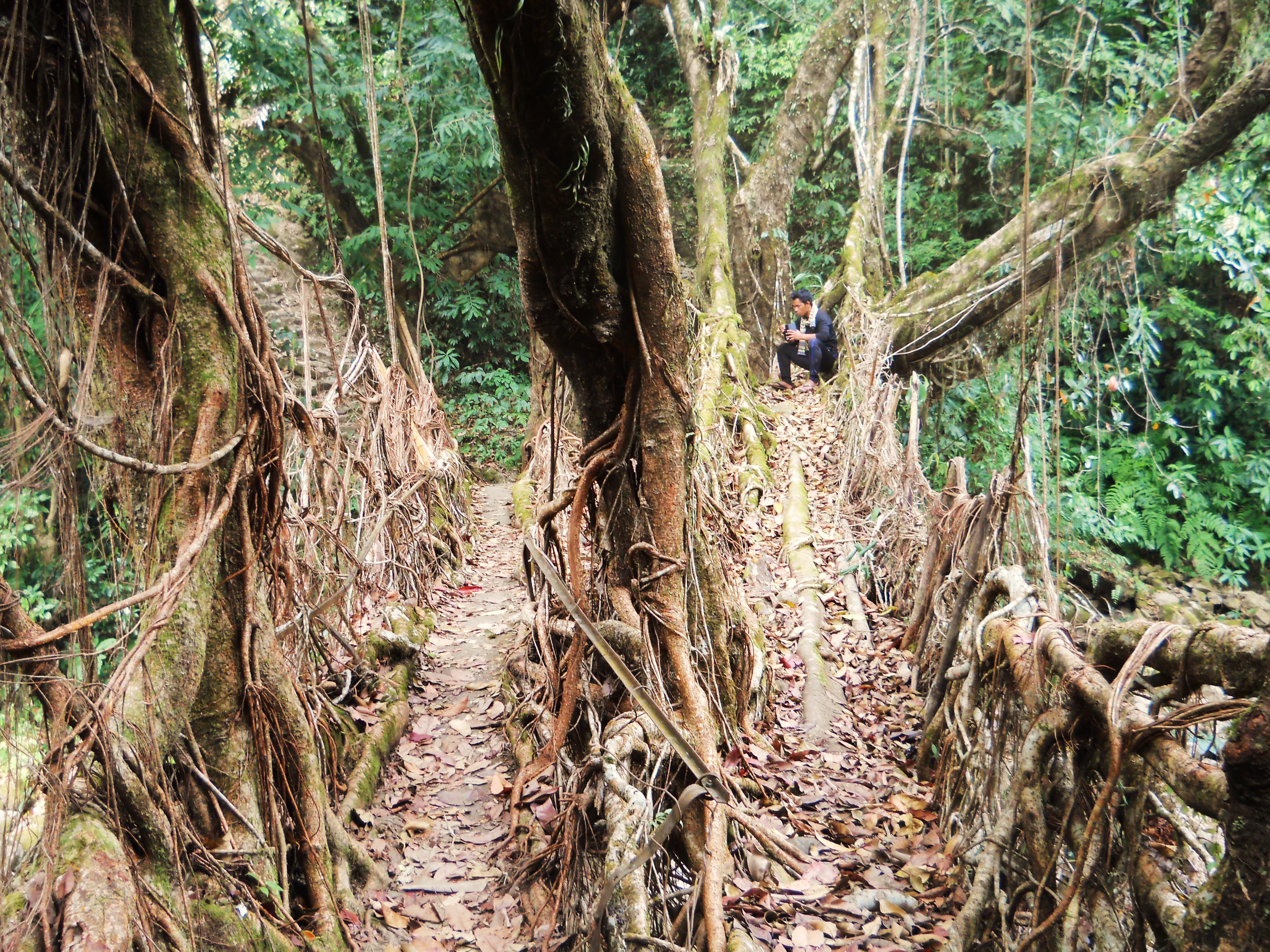
El doble puente de raíces vivas de Padu Village

Con más de 50 metros de longitud, el ejemplo más largo conocido de un puente raíz viviente se encuentra cerca de la pequeña ciudad de Khasi de Pynursla, India. Se puede acceder desde cualquiera de las aldeas de Mawkyrnot o Rangthylliang.
Hay varios ejemplos de puentes de raíz viva dobles. El más famoso es el "Double Decker" de Nongriat Village, en la foto de arriba.
Se conocen tres ejemplos de puentes dobles con dos vanos paralelos o casi paralelos. Dos están en las colinas de West Jaintia, cerca de las aldeas de Padu y Nongbareh, y una está en la aldea de Burma, en las colinas de East Khasi. También hay un "Double Decker" (o posiblemente incluso un "Triple Decker") cerca del pueblo de Rangthylliang, cerca de Pynursla.
Los pueblos war khasis y war jaintias también hacen varios otros tipos de estructuras a partir de las raíces aéreas de los árboles del caucho, como escaleras y plataformas. Por ejemplo, en la aldea de Kudeng Rim en West Jaintia Hills, se ha modificado un árbol de caucho junto a un campo de fútbol para que sus ramas puedan servir como gradas. Así, las raíces aéreas del árbol se han entretejido en los espacios entre varias ramas creando plataformas desde las que los aldeanos puedan ver los partidos de fútbol.